# 加拿大早熟禾
加拿大早熟禾（学名：Poa compressa）为禾本科早熟禾属下的一个种。

## 扩展阅读
- 維基物種上的相關：加拿大早熟禾